# Deilingen
Deilingen là một xã trong huyện Tuttlingen trong bang Baden-Württemberg thuộc nước Đức.